# الانتخابات التشريعية التركية 1923
جرت انتخابات عامة في تركيا في عام 1923. وكان حزب الشعب الجمهوري هو الحزب الوحيد في البلاد في ذلك الوقت.
جرت الانتخابات في ظل قانون انتخابي عثماني صدر في عام 1908.